# 31-й Венецианский кинофестиваль
31-й Венецианский международный кинофестиваль проходил в Венеции, Италия, с 19 августа по 1 сентября, 1970 года.
Фестиваль был внеконкурсным, лишь некоторые фильмы отмечались особыми наградами.

## Жюри
Не было.

## Фильмы в конкурсе
Не участвовали.

## Награды
- Золотой лев за вклад в мировой кинематограф: Орсон Уэллс